# Bošice (stacja kolejowa)
Toušice – stacja kolejowa w miejscowości Bošice, w kraju środkowoczeskim, w Czechach. Znajduje się na wysokości 255 m n.p.m..
Jest zarządzana przez Správę železnic. Na stacji nie ma możliwości zakupu biletu, a obsługa podróżnych odbywa się w pociągu.

## Linie kolejowe
- 012 Pečky – Kouřim
- 013 Bošice – Bečváry